# Trusted Flagger
Als Trusted Flagger (vertrauenswürdiger Hinweisgeber) werden in der Europäischen Union im Sinne des Gesetzes über digitale Dienste (Digital Services Act (DSA)) anerkannte Meldestellen für illegale Hassrede und andere rechtswidrige Inhalte auf Websites bezeichnet. Onlineplattformen sind verpflichtet, Meldungen von Trusted Flaggern prioritär nachzugehen.
Als ersten Trusted Flagger in Deutschland erkannte die Bundesnetzagentur am 1. Oktober 2024 die Meldestelle Respect! an.
Im Juni 2025 bestellte sie drei weitere Organisationen zum Trusted Flagger: HateAid, den Verbraucherzentrale Bundesverband und den Bundesverband Onlinehandel e. V.